# Aloe hoffmannii
Aloe hoffmannii ist eine Pflanzenart der Gattung der Aloen in der Unterfamilie der Affodillgewächse (Asphodeloideae). Das Artepitheton hoffmannii ehrt den Schweizer Gartenbauer und Sukkulentenliebhaber Ralph Hoffmann.

## Beschreibung

### Vegetative Merkmale
Aloe hoffmannii wächst kurz stammbildend und ist spärlich von der Basis aus verzweigt. Die einfachen, aufrechten, steifen Stämme erreichen eine Länge von bis zu 25 Zentimeter und sind 8 Millimeter dick. Die drei bis sechs aufsteigenden oder aufrechten Laubblätter sind gurtförmig. Ihre olivgrüne oder graugrüne Blattspreite ist 6 bis 15 Zentimeter lang und 0,7 bis 1 Zentimeter breit. Ihre gerundete Spitze ist gezahnt. Die festen, spitzen, rötlichen Zähne am Blattrand sind 1,5 bis 2 Millimeter lang und stehen 4 bis 10 Millimeter voneinander entfernt. Der Blattsaft ist farblos. Er trocknet blass bräunlichgelb.

### Blütenstände und Blüten
Der einfache Blütenstand erreicht eine Länge 25 von 30 Zentimeter. Die ziemlich dichten Trauben sind kopfig. Knospen sind aufrecht, Blüten hängen. Die eiförmigen, bräunlichen Brakteen weisen eine Länge von 2 bis 3 Millimeter auf. Die trichterförmigen, an ihrer Basis roten Blüten verblassen zu ihrer Mündung cremefarben und stehen an 20 Millimeter langen, roten Blütenstielen. Die Blüten sind 20 bis 22 Millimeter lang. Auf Höhe des Fruchtknotens weisen die Blüten einen Durchmesser von 4 Millimeter auf. Darüber sind sie zur Mündung auf 7 bis 8 Millimeter erweitert. Ihre äußeren Perigonblätter sind auf einer Länge von 12 bis 14 Millimetern nicht miteinander verwachsen. Die Staubblätter und der Griffel ragen etwa 1 Millimeter aus der Blüte heraus.

## Systematik und Verbreitung
Aloe hoffmannii ist auf Madagaskar auf Felsplatten in Höhen von etwa 1700 Metern verbreitet. Die Art ist nur aus dem Gebiet des Typusfundortes bekannt.
Die Erstbeschreibung durch John Jacob Lavranos wurde 2002 veröffentlicht.

## Nachweise